# Metro ve Wu-chanu

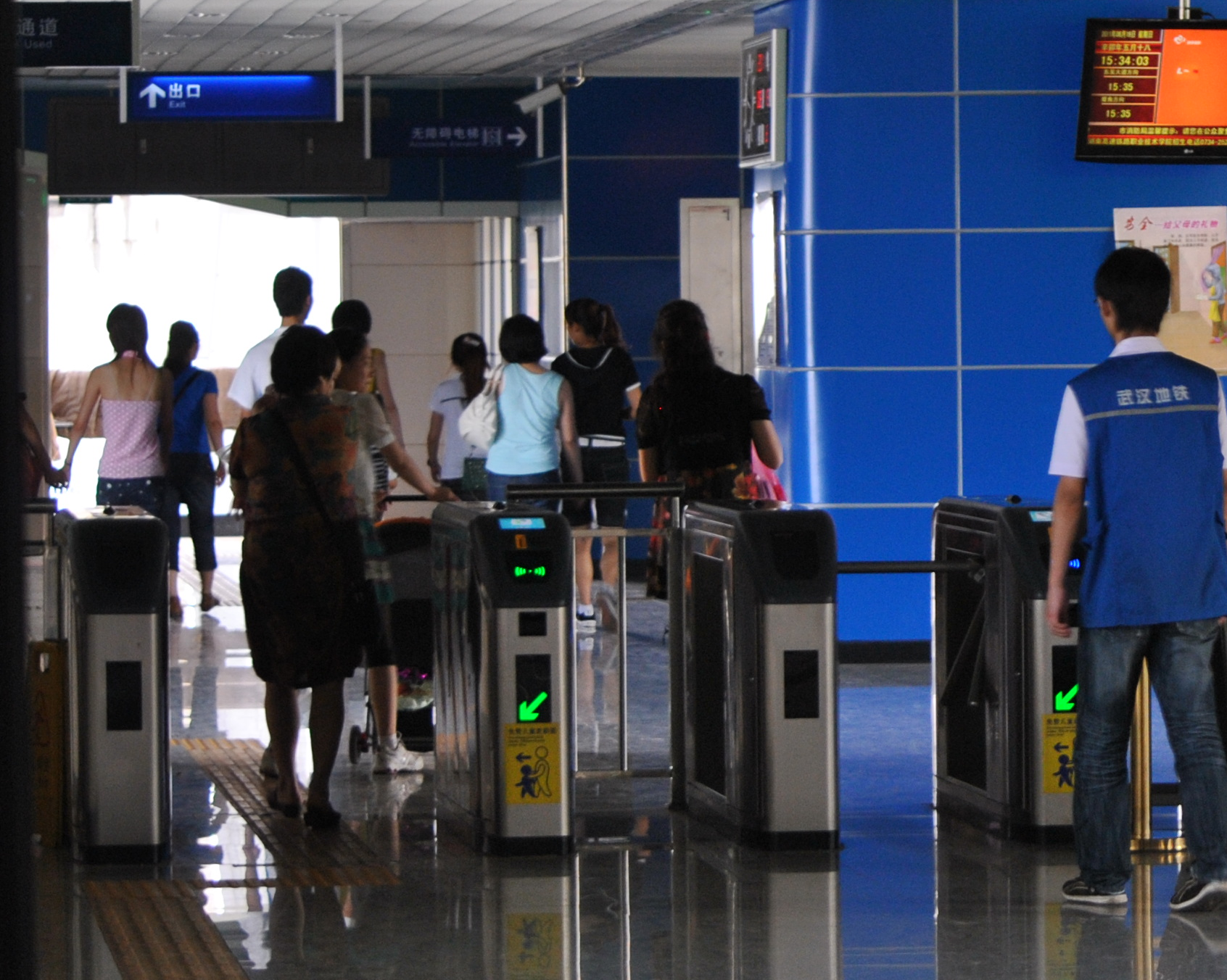
Vstup do wuchanského metra

Metro ve Wu-chanu (čínsky: 武汉地铁) je síť metra města Wu-chan v provincii Chu-pej v Číně. Bylo otevřeno v roce 2004, je tedy šestým nejstarším čínským systém metra (po pekinském, tchienťinském, šanghajském, talienském a kantonském). K roku 2024 má 12 linek, 311 stanic a jeho délka je 501 kilometrů.
Od 23. ledna 2020 do 27. března 2020 bylo wuchanské metro uzavřeno kvůli pandemii koronaviru covidu-19.

## Linky
Linky metra ve Wu-chanu jsou obvykle označeny číslem, kromě linky Jang-luo. Ke každé lince je přiřazena též barva.
| Linka        | Počet stanic | Délka linky | Rok otevření | Barva         |
| ------------ | ------------ | ----------- | ------------ | ------------- |
| 1            | 32           | 38 km       | 2004         | modrá         |
| 2            | 38           | 60 km       | 2012         | růžová        |
| 3            | 24           | 30 km       | 2015         | tmavě žlutá   |
| 4            | 37           | 50 km       | 2013         | světle zelená |
| 6            | 27           | 36 km       | 2016         | tmavě zelená  |
| 7            | 26           | 47 km       | 2018         | oranžová      |
| 8 (severní)* | 12           | 16 km       | 2017         | šedá          |
| 8 (jižní)*   | 3            | 5 km        | 2019         | šedá          |
| 11           | 13           | 19 km       | 2018         | žlutá         |
| Jang-luo     | 16           | 35 km       | 2017         | fialová       |

*Linka 8 ještě není celá dokončená, hotová je jen její severní a jižní část.
V plánu je také postavit linky 5, 16, 12, 19, 10, 13, 14 a 20 a rozšířit linky 6, 8, 11, 7 a Jang-luo.

## Galerie

Animace ukazující postupné rozšiřování wuchanského metra v historii
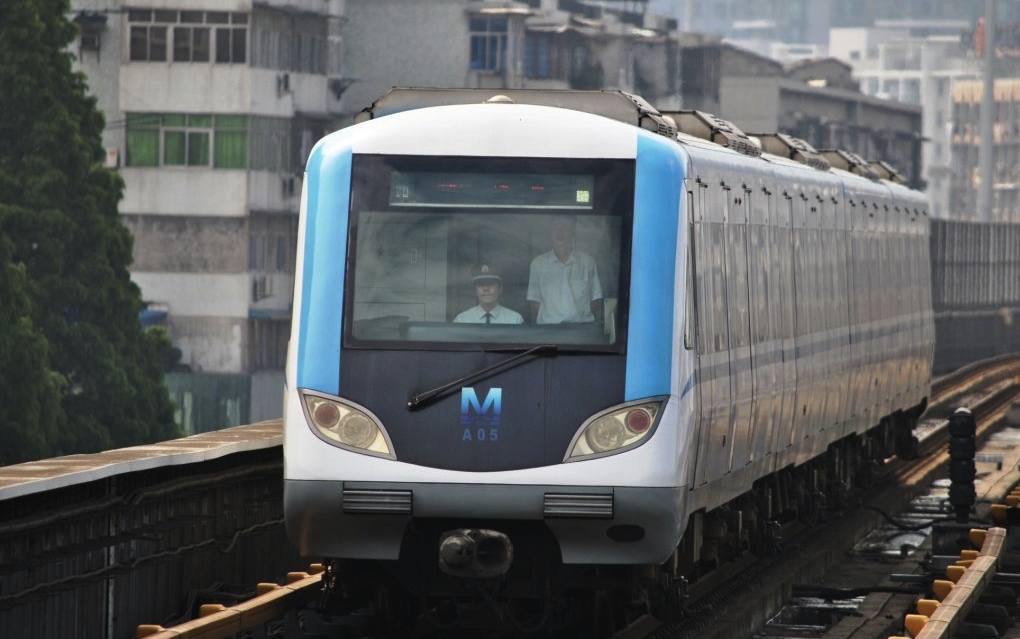
Vůz na lince 1
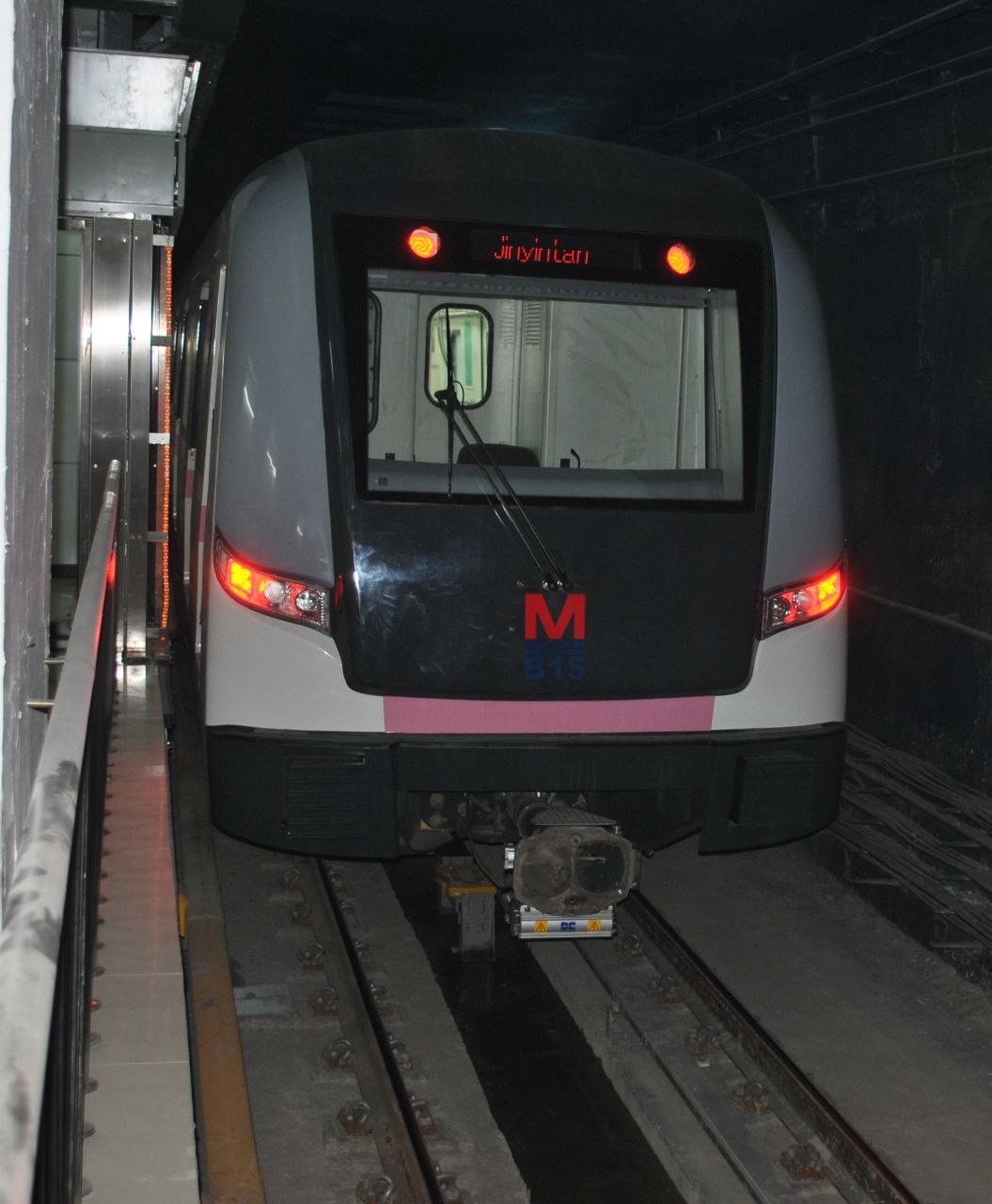
Vůz na lince 2
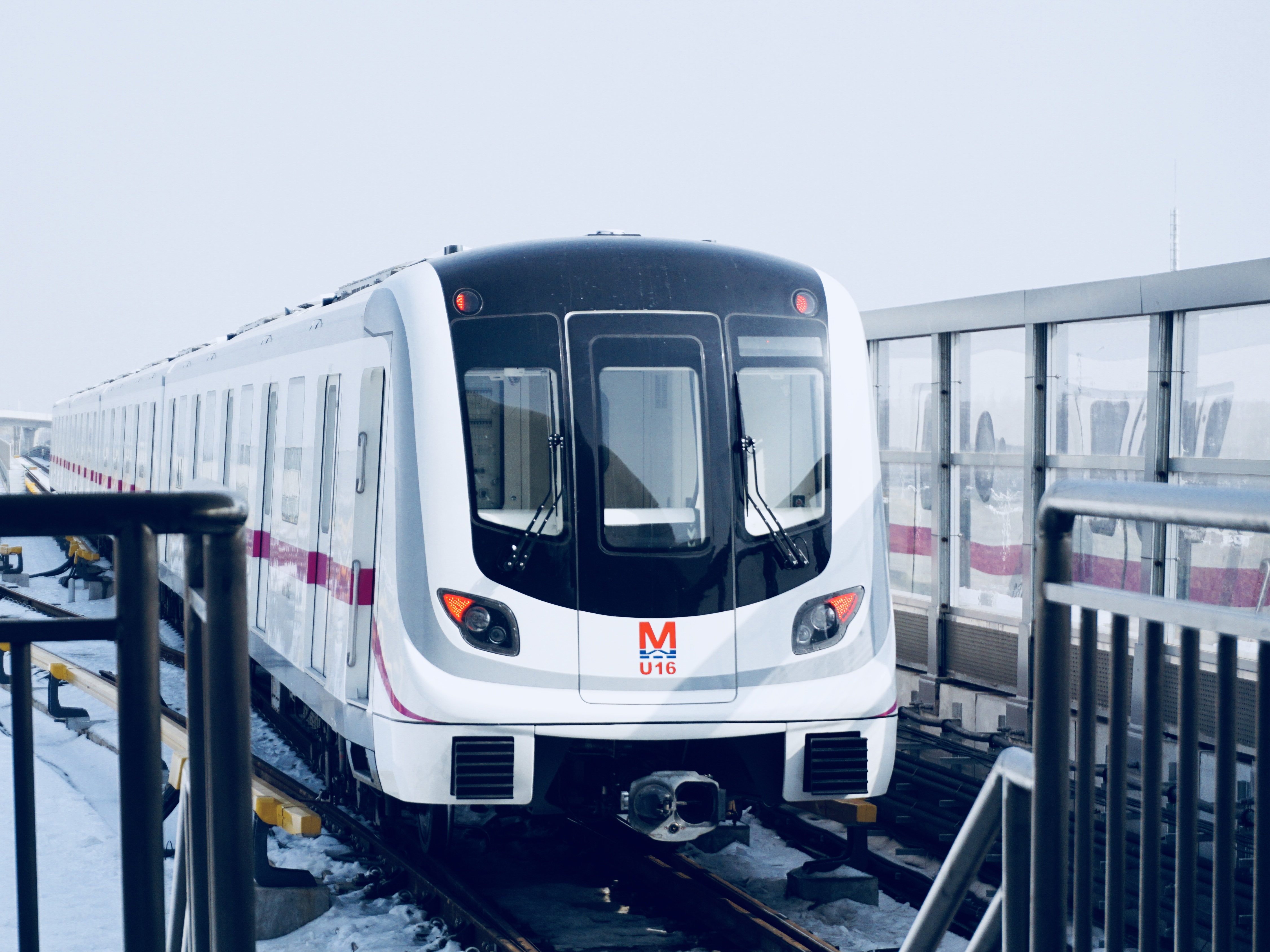
Vůz na lince Jang-luo
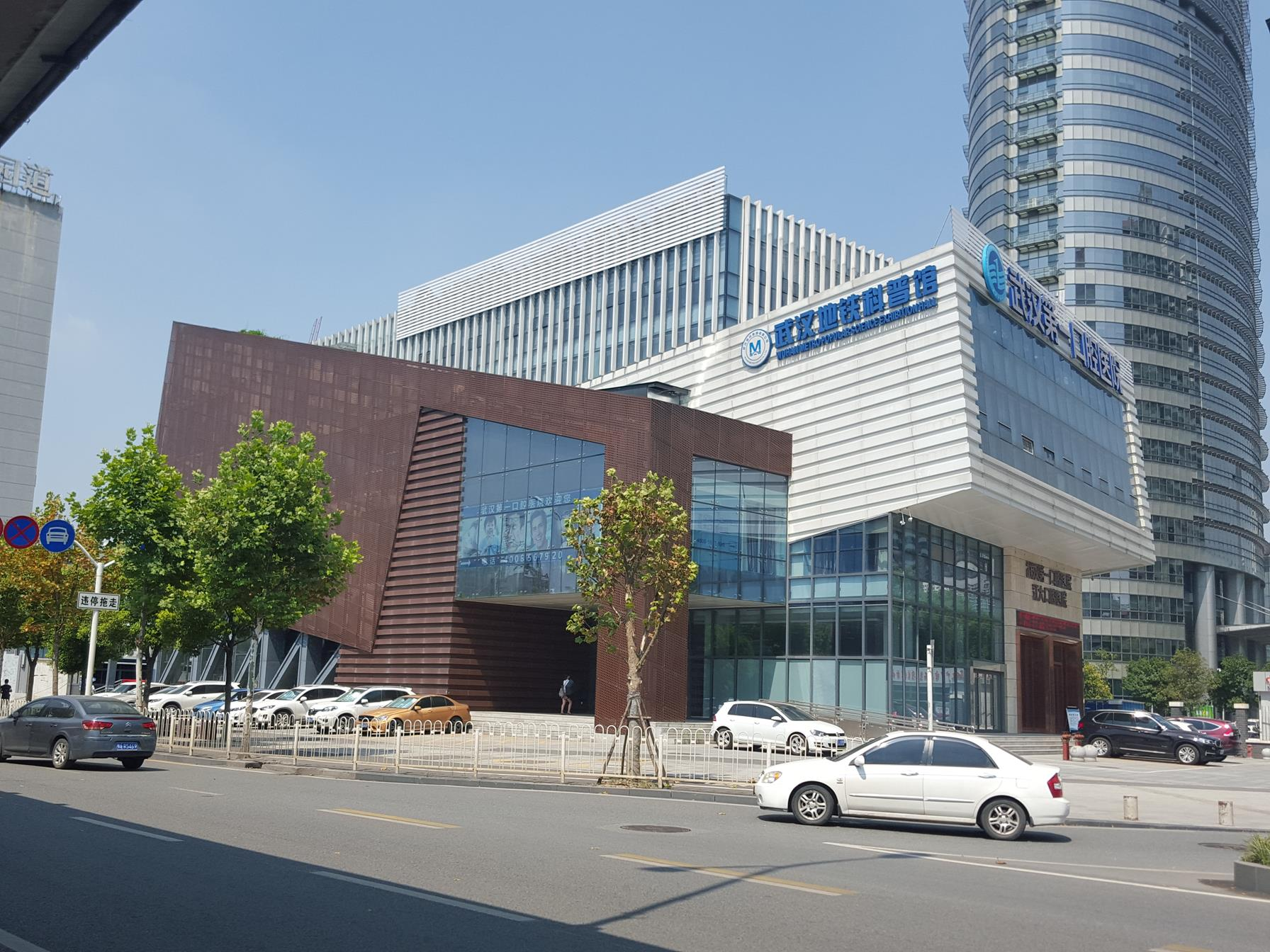
Wuchanské muzeum metra, dopravní muzeum jehož hlavní expozice se zaměřuje na muzeum wuchanského metra